# Ligasystemet i schweizisk fodbold
Ligasystemet i schweizisk fodbold er en række forbundne fodboldligaer i Schweiz. De er organiseret i flere divisioner.

## Niveauerne
| Niveau | Divisioner                                  | Divisioner                                  | Divisioner                                  | Divisioner                                  | Divisioner                                  | Divisioner                                  |
| ------ | ------------------------------------------- | ------------------------------------------- | ------------------------------------------- | ------------------------------------------- | ------------------------------------------- | ------------------------------------------- |
| 1      | Raiffeisen Super League 10 klubber          | Raiffeisen Super League 10 klubber          | Raiffeisen Super League 10 klubber          | Raiffeisen Super League 10 klubber          | Raiffeisen Super League 10 klubber          | Raiffeisen Super League 10 klubber          |
| 2      | Challenge League 10 klubber                 | Challenge League 10 klubber                 | Challenge League 10 klubber                 | Challenge League 10 klubber                 | Challenge League 10 klubber                 | Challenge League 10 klubber                 |
| 3      | 1. Liga Promotion 16 klubber                | 1. Liga Promotion 16 klubber                | 1. Liga Promotion 16 klubber                | 1. Liga Promotion 16 klubber                | 1. Liga Promotion 16 klubber                | 1. Liga Promotion 16 klubber                |
| 4      | 1. Liga Classic (Gruppe 1) 14 klubber       | 1. Liga Classic (Gruppe 1) 14 klubber       | 1. Liga Classic (Gruppe 2) 14 klubber       | 1. Liga Classic (Gruppe 2) 14 klubber       | 1. Liga Classic (Gruppe 3) 14 klubber       | 1. Liga Classic (Gruppe 3) 14 klubber       |
| 5      | 2. Liga Interregional (Gruppe 1) 14 klubber | 2. Liga Interregional (Gruppe 2) 14 klubber | 2. Liga Interregional (Gruppe 3) 14 klubber | 2. Liga Interregional (Gruppe 4) 14 klubber | 2. Liga Interregional (Gruppe 5) 14 klubber | 2. Liga Interregional (Gruppe 6) 14 klubber |
| 6      | 2. Liga 17 regionale grupper, 204 klubber   | 2. Liga 17 regionale grupper, 204 klubber   | 2. Liga 17 regionale grupper, 204 klubber   | 2. Liga 17 regionale grupper, 204 klubber   | 2. Liga 17 regionale grupper, 204 klubber   | 2. Liga 17 regionale grupper, 204 klubber   |
| 7      | 3. Liga 46 regionale grupper, 563 klubber   | 3. Liga 46 regionale grupper, 563 klubber   | 3. Liga 46 regionale grupper, 563 klubber   | 3. Liga 46 regionale grupper, 563 klubber   | 3. Liga 46 regionale grupper, 563 klubber   | 3. Liga 46 regionale grupper, 563 klubber   |
| 8      | 4. Liga 75 regionale grupper, 852 klubber   | 4. Liga 75 regionale grupper, 852 klubber   | 4. Liga 75 regionale grupper, 852 klubber   | 4. Liga 75 regionale grupper, 852 klubber   | 4. Liga 75 regionale grupper, 852 klubber   | 4. Liga 75 regionale grupper, 852 klubber   |
| 9      | 5. Liga 67 regionale grupper, 685 klubber   | 5. Liga 67 regionale grupper, 685 klubber   | 5. Liga 67 regionale grupper, 685 klubber   | 5. Liga 67 regionale grupper, 685 klubber   | 5. Liga 67 regionale grupper, 685 klubber   | 5. Liga 67 regionale grupper, 685 klubber   |